# Queen Mary Psalter

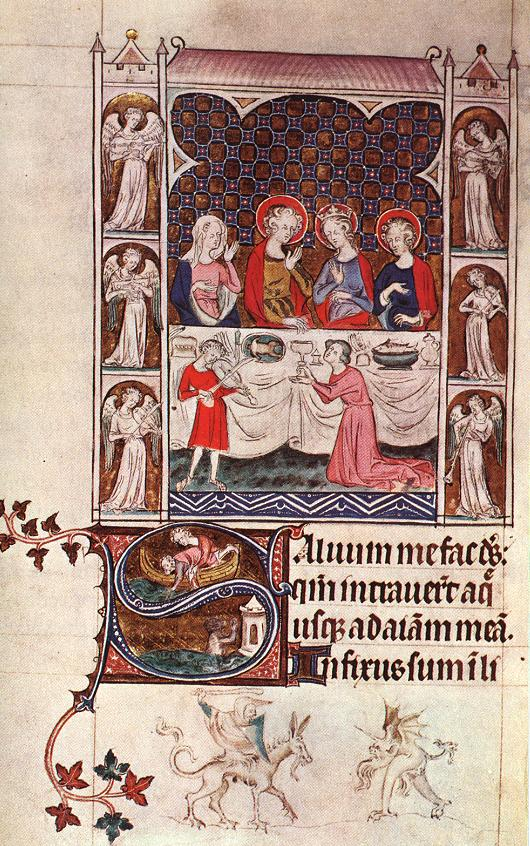
bruiloft te Kana

Het Queen Mary Psalter is een Engels psalter uit de vroege veertiende eeuw. Het handschrift is genoemd naar Maria I van Engeland die het in haar bezit kreeg in 1553, meer dan 200 jaar nadat het gemaakt werd. Naast het klassieke psalter bevat het boek ook een volledig bestiarium in de margeversiering van het psalter.

## Geschiedenis
Het psalter werd gemaakt omstreeks 1310-1320. Het werd geschreven door één enkele scribent en verlucht door één enkele miniaturist die nu bekend is onder de noodnaam “Queen Mary meester”. Een aantal domme fouten in de kalender laten veronderstellen dat het boek geschreven werd door een leek, die minder goed van de heiligen en heiligenfeesten op de hoogte was en niet door een monnik. Het handschrift werd waarschijnlijk gemaakt in Londen-Westminster of East-Anglia en was volgens sommigen bestemd voor Isabella van Frankrijk, de echtgenote van Edward II van Engeland, hoewel niet alle kunsthistorici het hierover eens zijn. Mogelijk is de opdracht voor het boek gegeven door Edward II zelf. Het boek kan dan gedurende 200 jaar niet gevolgd worden, maar een notitie op folium 84 recto tussen de kalender en het psalter, in een 16e-eeuws handschrift zegt, dat het in het bezit was van de Earl van Rutland. De notitie zegt niet over welke graaf het gaat maar het lijkt waarschijnlijk dat Henry Manners, de tweede graaf van Rutland bedoeld werd die als protestant in mei 1553 gevangen werd gezet. De naam van de eigenaar (Earl of Rutland) werd later weggeschraapt maar is nog leesbaar tegen het licht. Een tweede notitie in het Latijn (f319v), leert ons dat het boek in oktober 1553 in beslag werd genomen door Baldwin Smith, een officier van de douane die het aan Mary Tudor schenkt. Het boek bleef in het bezit van Queen Mary en haar opvolgers tot 1757, toen werd het door George II van Engeland samen met de andere werken in de “Old Royal Library” bibliotheek, geschonken aan het British Museum. Vandaag wordt het bewaard in de British Library als MS Royal 2 B VII.

## Beschrijving
Het Queen Mary Psalter is geschreven op perkament. Het bevat 319 folia van 275 x 175 mm met vooraan en achteraan telkens twee niet genummerde schutbladen in perkament. Het tekstblok van het psalter meet 175 x 115 mm, is in één kolom geschreven en bevat 16 lijnen. De folia met de kalender bevatten ook 16 lijnen maar hebben bovenaan een miniatuur die origineel 6 lijnen hoog is, de tekst van de kalender is dus een stuk kleiner geschreven. De tekst van ff. 71v – 318r is in een gebroken gotisch schrift (gothic precissa) en geschreven in het Latijn.
De tekst bij de pentekeningen van het Oude Testament en de teksten ertussen zijn geschreven in het Anglo-Normandisch Frans en in een verschillend lettertype namelijk een textualis rotunda. De volle tekstbladzijden die in deze sectie voorkomen zijn ook in een kolom geschreven, maar telkens met verschillende aflijning. Zo heeft f14r 23 lijnen per blad, bij ff. 20v-22r zijn dat 34 lijnen per blad, ff. 31v-32v hebben 26 lijnen per blad, bij ff.35r-35v is het dan weer 33 lijnen, folium 39v was voorzien voor 36 lijnen evenals ff. 41v-42r.
De originele binding uit de dertiende eeuw is niet bewaard gebleven. Het handschrift werd heringebonden in 1912, de toenmalige binding dateerde van na 1600. De geborduurde boekplatten met verguld metaalwerk werden hergebruikt. De bevestiging voor de sloten dateren van ca. 1553-1558, uit de tijd van Mary Tudor dus, de slotplaatjes zelf zijn verloren gegaan. Ook het borduurwerk op voor- en achterplat zou afkomstig zijn uit de tijd van Queen Mary die de granaatappel gebruikte als een herinnering aan haar moeder Catharina van Aragon.

## Inhoud
- ff. 1r-66v: Een overzicht van het Oude Testament.
- ff. 71v-83r: Kalender.
- ff. 85r-280r: Psalter met de 150 psalmen uit het boek Psalmen van het Oude Testament.
- ff. 280v-302r: cantica: hymnen uit het Oude- en Nieuwe Testament die naast de psalmen tijdens het getijdengebed werden gelezen.
- ff. 302v-318r: Litanie: het psalter wordt afgesloten met een Litanie van alle Heiligen.

Sommigen zijn van mening dat uit de inhoud duidelijk blijk dat het boek geschreven werd voor een vrouw en meer in het bijzonder voor een moeder. Vergelijking met psalters waarvan men weet dat ze specifiek voor een vrouw geschreven werden, zoals het Isabella Psalter, het Münchner psalter en het Imola psalter, leert dat er sterke overeenkomsten zijn, vooral met het Isabella psalter dat werd gemaakt voor Isabella van Frankrijk. Dit steunt trouwens de hypothese dat ook het Queen Mary psalter oorspronkelijk voor Isabella zou gemaakt zijn.

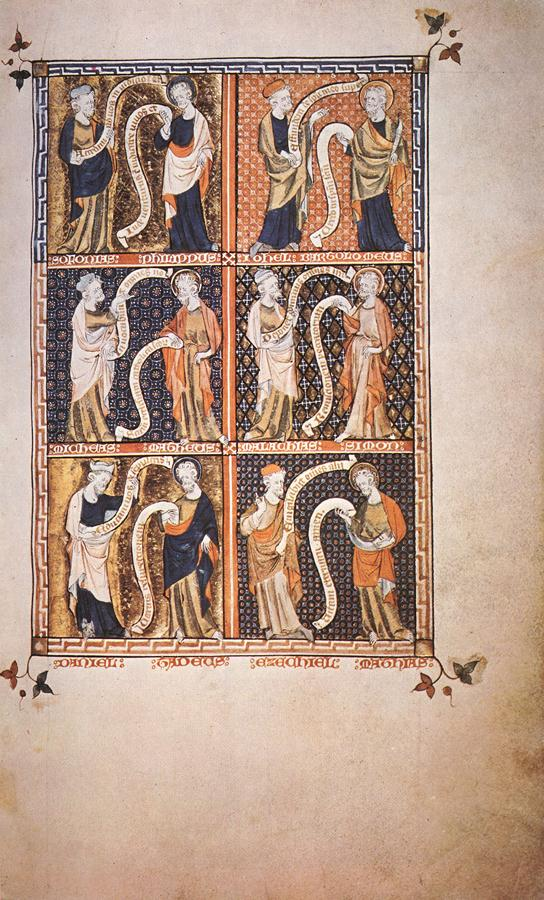
Queen Mary psalter, f70r Apostelen en profeten

### Oude testament
In deze sectie wordt een overzicht gegeven van de verhalen uit het Oude Testament van Genesis tot Salomon in gekleurde pentekeningen met Franstalige (Anglo-Normandisch) bijschriften en teksten. Dit werd gedaan aan de hand van 223 gekleurde pentekeningen met legende meestal met twee per blad gegroepeerd. Tussen de pentekeningen vindt men ook een aantal verklarende teksten terug. Deze sectie put uit de Bijbelboeken Genesis, Exodus, Jozua, Richteren, Ruth, I en II Samuel en I en II Koningen. De tekeningen vertellen natuurlijk niet het ganse verhaal maar zijn gericht op de gekende en populaire persoonlijkheden en verhalen.
Tussen dit gedeelte en de kalender vinden we nog vier geschilderde miniaturen versierd met bladgoud, met de Boom van Jesse, de directe verwanten van Christus en een tegenoverstelling van de apostelen en profeten.

### Kalender
De kalender is een eeuwigdurende kalender die voor elke maand de lijst geeft van de vaste feestdagen die op een vaste datum worden gevierd zoals kerstmis en van de heiligen die op de dagen van elke maand worden herdacht.
Naast de feest- en heiligendagen bevat de kalender de computistische gegevens voor de bepaling van de weekdag in functie van het jaar, de numerus aureus in de eerste kolom en de zondagsletter in de tweede kolom. In de derde en vierde kolom vinden we het dagnummer uitgedrukt op de Romeinse wijze met kalendae, nonae en iden. Er wordt niet voor elke dag een feest of een heilige opgegeven, dit in tegenstelling met een typische Franse kalender.
De kalender komt overeen met het gebruik voor Sarum. Het psalter was dus duidelijk van bij het begin voor gebruik in Engeland bestemd.
De feestdagen en herdenkingsdagen in de liturgie van de Rooms-Katholieke Kerk werden onderverdeeld in klassen van belangrijkheid zoals memoria, iii lectiones, simplex, semiduplex, duplex en totum (of maius) duplex. Deze rangorde bepaalde onder meer hoeveel lezingen, specifiek voor het feest, in het getijdengebed moesten worden ingepast. In de kloosters kon dit gaan tot 12 lessen of lezingen, bij de seculiere geestelijkheid ging dit tot negen lessen. In de kalender van het Queen Mary Psalter wordt het aantal lezingen van de feest- of herdenkingsdag opgegeven als “dx.fest"", "iij.lc" of "ix.lc." etc. op het einde van de lijn.

### Psalter
Het psalter bevat de 150 psalmen die toegeschreven werden aan Koning David en werd door de christenen overgenomen uit het Oude Testament. Het psalter was de hoeksteen van het getijdengebed in de kloosters maar eveneens het boek dat door geletterde leken werd gebruikt bij de privé devotie voor het getijdenboek in zwang kwam.
Het Queen Mary psalter is een Gallicaans psalter, het bevat dus de 150 psalmen in de versie zoals we ze kennen van de Vulgaat.
De psalmen werden zowel in de kloosters als door de seculiere geestelijkheid wekelijks gereciteerd. Benedictus verdeelde de psalmen in groepen die dagelijks moesten gebeden worden, de zogenaamde monastieke indeling. De seculiere geestelijkheid hanteerde een andere indeling de zogenaamde achtvoudige verdeling, naar de zeven beginpsalmen voor de metten van zondag tot zaterdag (1, 26, 38, 52, 68, 80 en 97) en de beginpsalm bij de vespers op zondag (psalm 109). In Duitsland, Vlaanderen en Engeland was ook een drievoudige verdeling (1-50, 51-100 en 101-150) gebruikelijk. De combinatie van beide systemen leidde tot een 10-voudige verdeling (1, 26, 38, 51, 52, 68, 80, 97, 101, 109) die gebruikt werd in het Queen Mary psalter. Deze onderverdeling is van belang omdat de beginpsalmen van elke reeks op een bijzondere manier worden aangeduid, hetzij met een miniatuur, hetzij met grote initialen.
In het Queen Mary psalter gebeurt dit met een gehistorieerde initiaal van 4 lijnen hoog vergezeld van een of meerdere grote miniaturen. Het Queen Mary psalter volgt de tiendelige onderverdeling maar met een aantal uitzonderingen. Psalm 119 wordt ook aangekondigd met een gehistorieerde initiaal, maar ook voor enkele van de onderdelen van psalm 118 is dit het geval.

### Kantieken
Het boek bevat de volgende kantieken:
- f280v: Kantiek van Jesaja, Jesaja 12:1-6 Confitebor tibi domine qui iratus es …
- f281v: Kantiek van Hizkia (Ezechias), Jesaja 38:10-12: Ego dixi in dimidio …
- f283r: Kantiek van Hanna, 1 Samuel 2:1-10: Exultavit cor meum in domino et exaltatum
- f284v: Kantiek van Mozes, Exodus 15:1-13,17-20: Cantemus domino gloriose
- f286r: Kantiek van Habakuk, Habakuk 3:2-19 Domine audivi
- f288r: Kantiek van Mozes, Deuteronomium 32:1-44: Audite celi quae loquor…
- f292v: Te Deum laudamus
- f294r: Kantiek van de drie Hebreeuwen in de oven, Daniel 3:57-88: Benedicite omnia opera
- f295v: Kantiek van Zacharias, Lucas 1:68-79: Benedictus dominus deus Israel
- f296v: Kantiek van de maagd Maria, Lucas 1:46-55: Magnificat
- f297v: Kantiek van Simeon, Lucas 2:29-32: Nunc dimittis
- f298v: Geloofsbelijdenis van Athanasius: Quicumque vult

Ook de cantica worden aangekondigd met een gehistorieerde initiaal van 5 à 7 lijnen hoog zoals de psalmen. Enkele kantieken hebben daarnaast een grote miniatuur.

## Verluchting
Het volledige handschrift kan bekeken worden op de website van de British Library opgegeven in de externe referenties.

### De tekst
De tekst is verlucht met honderden versierde initialen. De verzen van de psalmen beginnen steeds op een nieuwe lijn met een versierde initiaal van één lijn hoog. De psalmen beginnen met een versierde initiaal van 2 lijnen hoog, in zoverre ze niet behoren tot de verdelingspsalmen met een grote initiaal. De initialen zijn in het goud op blauwe en roze achtergrond met witte penwerk decoratie, meestal met florale motieven. Dikwijls zijn er drakenkopjes in de initialen terug te vinden. De initialen van twee en meer lijnen hoog worden in de hoeken aan de marge verlengd met twijgen waaraan klimopblaadjes of bloemknoppen ontspruiten. De lege plaats op de lijnen is overal opgevuld met lijnvullers met allerlei motieven, eveneens in het goud, blauw en roze en versierd met wit penwerk.

### Margeversiering
Er is geen margeversiering aan de linker- of rechtermarge van het blad op de klimopblaadjes en bloemknoppen die uit de initialen en de lijsten van de miniaturen groeien na. De ondermarge echter wordt vanaf de tweede pagina van het psalter (f85v) op elke bladzijde gebruikt om een tafereel voor een delicaat gekleurde pentekening en dat gaat ononderbroken verder tot op f318r. In totaal zijn er dus 464 van deze pentekeningen in de ondermarge te vinden. Men kan ze allemaal bekijken op de website van de British Library opgenomen in de externe referenties.

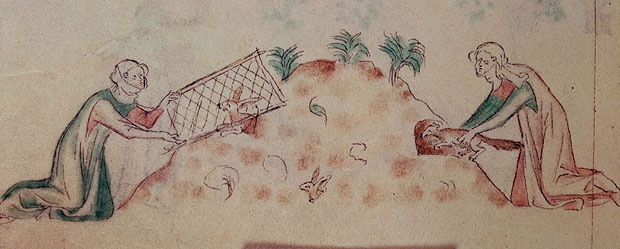
Queen Mary Psalter, f157v Vrouwen jagen op konijnen met een fret.

Deze pentekeningen hebben de meest diverse onderwerpen:
- ff.85v-130v: Bestiarium
- ff.131r-203v: Diverse scènes uit het dagelijks leven met onder meer:

gevechtsscènes
jachtscènes
grotesken
werk op de akker
spel en vermaak
zangers en muzikanten
karikaturen van menselijke bezigheden met dieren
- ff.204v-232r: illustraties van middeleeuwse verhalen van mirakels verricht door de Heilige Maagd.
- ff233v-288r: illustraties van leven en dood van een aantal martelaren
- ff288v-299r: het leven van Thomas Becket
- ff 299v-302r: het leven van Maria Magdalena
- ff.302v-307r: het leven van Paulus
- ff.307v-314r: het leven van Margaretha
- ff,314v-318r: het leven van Nicolaas van Myra

Deze illustraties hebben geen verband met de tekst waarbij ze voorkomen maar dit was in de meeste handschriften het geval. Alleen de afbeeldingen vanaf folium 204 verso zijn van religieuze inslag maar ook hier is er geen direct verband met de tekst. Opvallend is het aantal “beeldverhalen” die we in deze illustraties terugvinden. De illustraties vormen eigenlijk een aantal boeken binnen het boek.

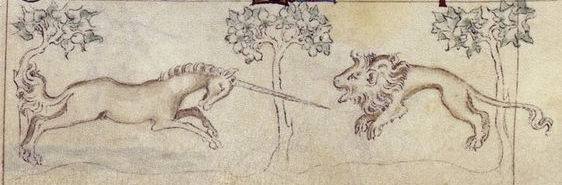
Queen Mary psalter, f190v Een eenhoorn en een leeuw in gevecht

Een geval apart is het zogenoemde bestiarium. Een bestiarium is een pseudowetenschappelijk werk dat populair was in de dertiende en veertiende eeuw en waarin alle dieren, inheemse, uitheemse en fabeldieren, werden beschreven en eventueel afgebeeld. De bestiaria gaan terug op de Physiologus, een werk in het Grieks, dat waarschijnlijk werd gemaakt in Alexandrië in de derde of vierde eeuw en dat zeer populair was in de middeleeuwen. Het werd vertaald in de meeste van de toen gangbare volkstalen.
Het bestiarium dat in het Queen Mary psalter is opgenomen volgt op de voet het bestiarium van Guillaume le Clerc uit de dertiende eeuw, maar in het Queen Mary psalter gaat het uiteraard alleen om afbeeldingen. De dieren worden in dezelfde volgorde getoond dan ze worden beschreven in de tekst van le Clerc, maar er zijn een paar toevoegingen op het einde die niet uit die tekst komen (ff.120v-130v). Er is geen rechtstreeks voorbeeld bekend van illustraties waarop de Queen Mary meester zich zou gebaseerd hebben voor zijn tekeningen, maar er waren natuurlijk wel tientallen geïllustreerde bestiaria waaruit hij links en rechts kan geput hebben.

### Oude testament
Het handschrift begint met een serie becommentarieerde pentekeningen die een aantal verhalen uit het Oude Testament afbeelden. De tekeningen zijn rood omkaderd en op de hoeken ontspruiten telkens drie bladeren uit het kader. De figuren zijn zonder onderlaag op het perkament getekend. Ze zijn goed geproportioneerd, dynamisch en elegant. Zoals typisch is voor de Engelse stijl zijn de pentekeningen licht ingekleurd met violet, groen, rood en bruin. De personages zijn gracieus en mooi getekend met mooie gezichten, zoals we ze ook kennen uit de Franse hofstijl, wat soms eigenaardig overkomt in rauwe gevechtsscènes. De tekenaar gaat blijkbaar uit van slechts een paar modellen zodat hetzelfde type figuur regelmatig terugkomt. Het decor voor de tekeningen is meestal vrij summier weergegeven. De verhalen die weergegeven worden gaan van de schepping tot de dood van Salomon. In de verhalen werden blijkbaar ook een aantal apocriefe teksten gebruikt zoals de vrouw van Noë die uit jaloersheid, ingegeven door de duivel, de bouw van de ark hindert. Sommige verhalen worden zeer uitgebreid behandeld zoals het verhaal van Jozef de zoon van Jacob (ff14v-20r) en het leven van David (ff.51r-64v), andere zoals de schepping zeer summier (ff.2r-2v).

### Kalender

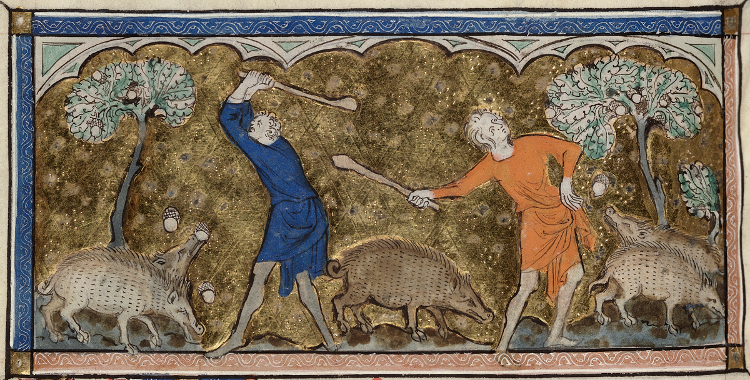
Queen Mary psalter, f81v De oogst van eikels om de varkens te voeren.

Elke maand beslaat twee tegenover elkaar liggende bladzijden. In de kalender zijn de grote feesten in goudinkt geschreven, de belangrijke in het blauw en de rest in het karmijnrood, vermiljoen of zwart, alternerend om een mooie bladspiegel te bekomen. De maand wordt ingeleid men een dubbele initiaal “KL” van twee lijnen hoog. Ook de zondagsletter “A” is telkens een versierde initiaal evenals de beginletter op elke lijn.
Bovenaan elke bladzijde vindt men een miniatuur van ongeveer 1/3 bladzijde hoog over de ganse bladbreedte. De geschilderde miniaturen hebben dezelfde stijlkenmerken dan de pentekeningen in het eerste deel. Op de linkerkant (verso zijde) worden de werken of genoegens van de maand getoond, op de recto zijde wordt een voorstelling van het dierenriemteken gegeven. De werken van de maand geven de klassieke voorstellingen maar voor de dierenriemtekens heeft de miniaturist een originele serie miniaturen bedacht.
Voor januari bijvoorbeeld ziet men een boot op een ruwe zee, waarbij twee man met kruiken het water uit de boot hozen als voorstelling voor waterman. Voor februari (vissen) worden twee vissers afgebeeld die hun netten binnenhalen met twee vissen erin. Men kan alle miniaturen bekijken op de website van de British Library opgegeven bij de externe referenties.

### Psalter
Vanaf ca. 1200 ontstond in Parijs een type-iconografie voor het illustreren van psalters die uitging van een letterlijke voorstelling van de aanhef of van een van de verzen van de psalm. Zo zal men bijvoorbeeld psalm 52 illustreren met de afbeelding van een gek (de tekst begint met: “De onwijze heeft gezegd …”). Een mooi voorbeeld van deze iconografie kan men vinden in het Psalter van Jean de Berry. Omstreeks dezelfde tijd ontwikkelde zich in Engeland een set van beelden die meer op de interpretatie van de tekst gebaseerd waren. Deze cyclus werd vrij algemeen gebruikt in Engeland in de 13e eeuw maar werd stilaan verdrongen door de Parijse cyclus. Tegen het begin van de 14e eeuw was het Franse model ook in Engeland vrij algemeen geworden. De illustratie van de gehistorieerde initialen in het Queen Mary psalter volgt deze Parijse cyclus.

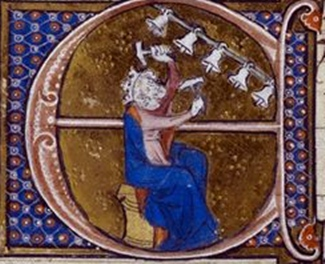
Queen Mary psalter, f190v, Koning david musicerend op een klokkenspel

Hierbij de lijst van de begininitialen en de illustratie ervan:
- (f85r) Psalm 1: Koning David spelend op zijn harp, geïnspireerd door de heilige Geest
- (f112v) Psalm 26: Koning David wijzend naar zijn ogen
- (f131v) Psalm 38: Koning David wijzend naar zijn mond
- (f149r) Psalm 51: David hakt Goliath het hoofd af
- (f150v) Psalm 52: David en de gek
- (f168v) Psalm 68: Jonas wordt in zee geworpen, opgeslokt door een grote vis en bidt tot God voor zijn redding.
- (f190v) Psalm 80: David speelt op een klokkenspel
- (f211v) Psalm 97: Drie monniken zingend achter een koorboek (5 lijnen)
- (f214v) Psalm 101: David als jongeman gezalfd door Samuel (5 lijnen)
- (f233v) Psalm 109: God de Vader en Christus gezeten op een troon, de Heilige geest als duif tussen beiden in.

Ook een aantal van de onderdelen van de lange psalm 118 worden in het Queen Mary psalter aangemerkt met een gehistorieerde initiaal, evenals de eerste van de Bedevaartspsalmen (119). Voor de illustratie van deze psalmen heeft men taferelen uit de passie cyclus gebruikt, wat vrij ongebruikelijk is in een psalter. Hierbij de lijst van de initialen:
- (f244v) Psalm 118 He: Christus voor de hogepriester
- (f249r) Psalm 118 Caph: Geseling van Christus
- (f252v) Psalm 118 Phe: Een jood vraagt aan Pilatus om het graf van Christus te laten bewaken
- (f256v) Psalm 119: De calvariescène

Naast de gehistorieerde initialen worden in het Queen Mary psalter de verdelingspsalmen meestal ingeleid met een grote miniatuur van 12 lijnen hoog, meestal op dezelfde bladzijde dan de gehistorieerde initiaal. Daarenboven wordt dikwijls nog een extra miniatuur gebruikt bij het einde van de voorgaande psalm en/of bij het begin van het tweede vers. De miniaturen in het psalter illustreren het leven van Christus van bij de geboorte tot zijn verrijzenis. Dit is een vrij uitzonderlijk thema voor een psalter. Vanaf psalm 109 gaat de miniaturist de beschikbare plaats in vier verdelen (door een in vier verdeeld rechthoekig kader of vier vierpassen) om voldoende ruimte te hebben om het ganse verhaal te kunnen brengen. Vandaar ook (waarschijnlijk) de illustraties bij psalm 118. Zelfs de miniaturen bij het eerste canticum worden nog gebruikt om deze cyclus af te maken.
In de lijst hierna kan men de taferelen die worden afgebeeld raadplegen. Alle taferelen voor of na een verdelingspsalm worden vermeld. De miniatuur die samengaat met de gehistorieerde begininitiaal van de psalm is aangeduid met een asterisk. De miniaturen bij het eerste canticum zijn ook in de lijst opgenomen omdat zij de afsluiting tonen van het lijdensverhaal.
| Psalm     | Fol. | Init. | Omschrijving |
| --------- | ---- | ----- | --- |
| 1         | 84v  |       | Annunciatie |
|           | 85r  | *     | De geboorte van Christus |
| 26        | 112r |       | Boodschap aan de herders |
|           | 112v | *     | Aanbidding der wijzen |
| 38        | 131r |       | De drie wijzen bij Herodes |
|           | 131v | *     | De wijzen worden in een droom door een engel gewaarschuwd voor Herodes                                                                      |
|           | 132r |       | De moord op de onnozele kinderen |
| 51        | 148v |       | In twee verdeelde miniatuur met bovenaan de heilige familie die gewaarschuwd wordt te vluchten voor Herodes, onderaan de vlucht naar Egypte |
|           | 149r | *     | De presentatie in de tempel |
| 52        | 150r |       | Maria gekroond en gezeten op een troon met kind aan de borst                                                                                |
|           | 150v | *     | Jezus als knaap in de tempel in discussie met de schriftgeleerden                                                                           |
|           | 151r |       | Jezus als knaap in de tempel in discussie met de schriftgeleerden                                                                           |
| 68        | 168v | *     | De De bruiloft te Kana |
|           | 169r |       | Het mirakel van de vermenigvuldiging van de broden                                                                                          |
| 80        | 190v | *     | Het doopsel van Christus in de Jordaan |
|           | 191r |       | De bekoring van Christus door de duivel |
| 97        | 210v |       | Christus met Martha de zuster van Lazarus                                                                                                   |
|           | 211r |       | De opwekking van Lazarus |
|           | 211v | *     | Gehistorieerde initiaal: Drie monniken zingend achter een koorboek                                                                          |
| 101       | 213v |       | Johannes de Doper, predikend, met het Lam Gods in zijn hand                                                                                 |
|           | 214r |       | Christus predikend met een boek in de hand                                                                                                  |
|           | 214v | *     | David die als jongeling gezalfd wordt door Samuel                                                                                           |
| 109       | 233v | *     | De intrede van Christus in Jeruzalem |
|           | 234r |       | Vier scènes uit het leven van Christus |
|           |      |       | - Genezing van de blinde Bartimeüs |
|           |      |       | - Maria Magdalena wast de voeten van Christus                                                                                               |
|           |      |       | - Christus in dispuut met de Farizeeën |
|           |      |       | - Jezus geeft een stuk brood aan Judas om aan te geven wie hem zal verraden                                                                 |
| 117-118   | 241v |       | Vier miniaturen elk in een vierpas met: |
|           |      |       | - Petrus wordt door een engel verlost uit de gevangenis                                                                                     |
|           |      |       | - Majestas Domini met de tetramorf |
|           |      |       | - Christus draagt de mis op met twee leerlingen                                                                                             |
|           |      |       | - Christus wast de voeten van Petrus |
|           | 242r |       | Vier miniaturen elk in een vierpas met de wake van Christus in Getsemane                                                                    |
|           |      |       | - Christus spreekt met zijn drie leerlingen                                                                                                 |
|           |      |       | - Hij keert terug en vindt hen slapend |
|           |      |       | - Christus tweede gebed |
|           |      |       | - Christus keert terug naar zijn leerlingen die opnieuw in slaap gevallen zijn                                                              |
| 118-Hc    | 244v | *     | Vier miniaturen elk in een vierpas met het vervolg van de wake in de Olijfhof                                                               |
|           |      |       | - Het derde deel van Christus zijn wake |
|           |      |       | - Voor de derde keer vindt hij zijn leerlingen slapend                                                                                      |
|           |      |       | - Christus praat met de troep die hem komt gevangennemen                                                                                    |
|           |      |       | - De judaskus en Petrus die het oor van Malchus afslaat met zijn zwaard                                                                     |
|           | 245r |       | Vier miniaturen elk in een vierpas met scènes uit het lijdensverhaal                                                                        |
|           |      |       | - Christus voor de hogepriester |
|           |      |       | - Een man neemt een andere bij zijn mantel                                                                                                  |
|           |      |       | - De geseling van Christus |
|           |      |       | - De verloochening van Christus door Petrus                                                                                                 |
| 118-Manus | 248v |       | Vier miniaturen elk in een vierpas met scènes uit het lijdensverhaal                                                                        |
|           |      |       | - De bespotting van Christus |
|           |      |       | - Christus wordt een eerste maal voor Pilatus gebracht                                                                                      |
|           |      |       | - Judas gooit de dertig zilverlingen in de tempel                                                                                           |
|           |      |       | - Judas verhangt zich |
| 118-Caph  | 249r | *     | Vier miniaturen elk in een vierpas, met scènes uit het lijdensverhaal                                                                       |
|           |      |       | - Christus verschijnt een tweede maal voor Pilatus                                                                                          |
|           |      |       | - De geseling van Christus |
|           |      |       | - Pilatus zijn vrouw droomt over de onschuld van Christus                                                                                   |
|           |      |       | - Pilatus luister naar zijn vrouw en wast zich de handen om zich symbolisch te zuiveren van het bloed van de onschuldige                    |
| 118-Phe   | 252v | *     | Vier miniaturen elk in een vierpas met scènes uit het lijdensverhaal                                                                        |
|           |      |       | - De doornenkroning van Christus |
|           |      |       | - Simon van Cyrene wordt opgevorderd om te helpen met het kruis                                                                             |
|           |      |       | - Timmerman maakt het kruis |
|           |      |       | - De vrouw van de smid smeedt de nagels |
|           | 253r |       | Vier miniaturen elk in een vierpas met scènes uit het lijdensverhaal                                                                        |
|           |      |       | - De kruisdraging |
|           |      |       | - Maria helpt haar zoon met het dragen van het kruis                                                                                        |
|           |      |       | - Christus wordt aan het kruis genageld |
|           |      |       | - De oprichting van het kruis met de joden spottend rond het kruis                                                                          |
| 119       | 256v | *     | Kalvariescène: Jezus gekruisigd met de vrouwen en Johannes onder het kruis                                                                  |
|           | 257r |       | Vier miniaturen elk in een vierpas met scènes uit het lijdensverhaal                                                                        |
|           |      |       | - Pilatus geeft Jozef van Arimathea toelating om het lijk van Christus van het kruis te nemen                                               |
|           |      |       | - De kruisafname |
|           |      |       | - Pilatus en de hogepriester geven orders aan de soldaten om het graf te bewaken                                                            |
|           |      |       | - De graflegging |
| Cant-1    | 280v | *     | Vier miniaturen elk in een vierpas met scènes uit het lijdensverhaal                                                                        |
|           |      |       | - Een leerling van Christus (Jozef van Arimathea ?) wordt weggejaagd van het graf                                                           |
|           |      |       | - Jozef van Arimathea wordt opgesloten in de gevangenis                                                                                     |
|           |      |       | - De verrijzenis van Christus |
|           |      |       | - Christus bevrijdt Jozef van Arimathea uit de gevangenis                                                                                   |
|           | 281r |       | Vier miniaturen elk in een vierpas met scènes uit het lijdensverhaal                                                                        |
|           |      |       | - De nederdaling ter helle; Christus brengt Adam en Eva uit de hellemond                                                                    |
|           |      |       | - De drie Maria’s bij het lege graf |
|           |      |       | - De Emmaüsgangers bij het avondmaal |
|           |      |       | - De ongelovige Thomas en Christus die verschijnt aan Magdalena (Noli me tangere) in één miniatuur                                          |

### Cantica
Het begin van de kantieken wordt aangeduid met een gehistorieerde miniatuur van 4 à 7 lijnen hoog. Bij een aantal cantica zijn ook miniaturen toegevoegd. Dit is het geval voor de “Kantiek van Jesaja”-Confitebor (ff.280v-281r), met het einde van de passiecyclus (zie bij psalmen); voor de “Kantiek van Simeon”-Nunc dimittis (ff.297v-298r) en voor de Geloofsbelijdenis van Athanasius-Quicumque vult (ff.298v-299r).
Het verluchtingsprogramma van de kantieken kan men raadplegen in de onderstaande tabel.
| Incipit        | Fol.  | Init. | Omschrijving                                                                                            |
| -------------- | ----- | ----- | --- |
| Confitebor     | 280v  | M     | Vier miniaturen elk in een vierpas met scènes uit het lijdensverhaal                                    |
|                |       |       | - Een leerling van Christus (Jozef van Arimathea ?) wordt weggejaagd van het graf                       |
|                |       |       | - Jozef van Arimathea wordt opgesloten in de gevangenis                                                 |
|                |       |       | - De verrijzenis van Christus                                                                           |
|                |       |       | - Christus bevrijdt Jozef van Arimathea uit de gevangenis                                               |
|                | 280v  | I-4l  | Jesaja in gebed tot God die de gevouwen handen van Jesaja omsluit met zijn handen                       |
|                | 281r  | M     | Vier miniaturen elk in een vierpas met scènes uit het lijdensverhaal                                    |
|                |       |       | - De nederdaling ter helle; Christus brengt Adam en Eva uit de hellemond                                |
|                |       |       | - De drie Maria’s bij het lege graf                                                                     |
|                |       |       | - De Emmaüsgangers bij het avondmaal                                                                    |
|                |       |       | - De ongelovige Thomas en Christus die verschijnt aan Magdalena in één miniatuur                        |
| Ego dixit      | 281v  | I-5l  | Ezechias biddend in zijn bed                                                                            |
| Exultavit      | 283r  | I-5l  | Hanna brengt haar zoon Samuel bij Elia                                                                  |
| Cantemus       | 284v  | I-5l  | Mozes bidt tot god, rechts van hem zien we Mirjam en het Egyptische leger dat verdrinkt in de Rode zee. |
| Domine audivi  | 286r  | I-5l  | Maria biddend tot haar gekruisigde zoon die verschijnt in een wolk                                      |
| Audite celi    | 288r  | I-5l  | Mozes biddend tot god met rechts drie Israëlieten en de hellemond                                       |
| Te deum        | f292v | I-5l  | Een bisschop zegent met een wijwaterkwast drie mannen in een wit gewaad                                 |
| Benedicite     | 294r  | I-6l  | De drie kinderen (hebreeuwen) in de vurige oven                                                         |
| Benedictus     | 295v  | I-6l  | Johannes de Doper met het Lam Gods, ondervraagd door de farizeeën                                       |
| Magnificat     | 296v  | I-7l  | Annunciatie                                                                                             |
| Nunc dimittis  | 297v  | I-5l  | De opdracht van Jezus in de tempel ook gekend als de zuivering van de Maagd Maria                       |
|                | 297v  | M     | Driedelige miniatuur                                                                                    |
|                |       |       | - De hemelvaart van Christus met Maria en vijf apostelen                                                |
|                |       |       | - De nederdaling van de Heilige Geest over Maria en slechts vijf apostelen                              |
|                |       |       | - De dood van Maria                                                                                     |
|                | 298r  | M     | Vierdelige miniatuur                                                                                    |
|                |       |       | - De grafstoet van de Heilige Maagd                                                                     |
|                |       |       | - De kroning van Maria                                                                                  |
|                |       |       | - De graflegging van Maria                                                                              |
|                |       |       | - De hemelvaart van Maria                                                                               |
| Quicumque vult | 298v  | I-5l  | Een paus spreekt een vergadering toe                                                                    |
|                | 298v  | M     | Majestas domini met tetramorf                                                                           |
|                | 299r  | M     | Genadestoel                                                                                             |

### Litanie
De Litanie van alle heiligen is geïllustreerd met 16 miniaturen die aansluiten bij het onderdeel van de litanie dat gebeden wordt. De litanie wordt ingeleid met een grote miniatuur met een voorstelling van het laatste oordeel en Christus als de ultieme rechter op f302v. Op de tegenoverliggende bladzijde vinden we een voorstelling van de hemel en van de hel. Het “Kyrie Leyison” waarmee de litanie begint heeft een gehistorieerde initiaal K met een Paus en Bisschoppen. De volgende miniatuur toont een Virgo lactans (f303v) zoals ook in de litanie Maria wordt aangeroepen na God. De cyclus gaat, zoals in de litanie, verder met afbeeldingen van Serafijnen en Engelen (f304v) gevolgd door Mozes als vertegenwoordiger van de patriarchen en Johannes de Doper (f304v). Daarna volgen de apostelen (ff.305r-305v), discipelen van Jezus (f306r) en de mannelijke heiligen, geestelijken, martelaren (ff.306v-307r) en belijders (ff.307v-308r). Hierna komen de vrouwelijke heiligen aan bod geleid door Maria Magdalena, Maria van Egypte en Margaretha (f308v). De volgende miniatuur toont martelaressen en maagden (f309r) en het geheel wordt afgesloten met allerhande heiligen knielend voor Christus die verschijnt in de wolken, op de tegenover elkaar liggende folia 309v en 310r.
De litanie die voorkomt in psalters, maar ook in getijdenboeken en breviaria wordt zeer zelden op die manier geïllustreerd.

## Miniaturist
De anonieme miniaturist die men de noodnaam van “Queen Mary meester” heeft gegeven, heeft, zoals hoger gezegd, de miniaturen in het handschrift evenals de pentekeningen in het eerste deel en in de ondermarge volledig zelf uitgevoerd. Hij moet in zijn tijd een belangrijk artiest geweest zijn want dit handschrift is het centrale werk in een grote groep van stilistisch gelijkaardige werken uit de eerste helft van de 14e eeuw. Het werk is ordelijk, klaar en homogeen. De stijl van de meester is tegelijkertijd expressief en toch terughoudend. De figuren die hij tekent zijn goed geproportioneerd, dynamisch en elegant. Zoals past bij een gotische hofstijl zijn de personages gracieus en mooi getekend met mooie gezichten, zoals we ze ook kennen uit de Franse hofstijl. De schilder is zonder twijfel beïnvloedt geweest door het Franse werk dat overvloedig aanwezig was in Engeland. De meester was trouwens betrokken bij een aantal miniaturen in een “Somme le roi” gemaakt voor Philips IV.
De stijl van deze meester wordt verder uitgedragen tot 1340 door een groep van miniaturisten die in dezelfde stijl werkten en die men het ‘atelier van de Queen Mary meester’ noemt, zonder eigenlijk te weten of er degelijk van een atelier sprake was. Het feit dat hij een belangrijk en omvangrijk werk als het Queen Mary psalter alleen verluchtte laat aannemen dat dit niet het geval was.

## Externe referenties
- Bekijk de afbeeldingen online (British Library website)

Albanus Psalter · Anglo-Catalaans psalter · Arundel psalter · Psalter van Blanche van Castilië · Cathach van Sint-Columba · Dagulf-psalter · Eadwine psalter · Fécamp psalter · Harley psalter · Hunter psalter · Ingeborgpsalter · Kopenhagen psalter · Leidse Psalter van Lodewijk de Heilige · Psalter van Jean de Berry · Psalter van Lodewijk de Duitser · Luttrell psalter · Macclesfield Psalter · Parijse Psalter van Lodewijk de Heilige · Melisende Psalter · Queen Mary Psalter · Tiberius Psalter · Utrechts Psalter · Wachtendonckse Psalmen